# Joseph Leabua Jonathan
Pour les articles homonymes, voir Jonathan.
Joseph Leabua Jonathan (né le 30 octobre 1914, mort le 5 avril 1987) est un homme d'État lésothien, membre de la famille royale (il était l'arrière-petit-fils de Moshoeshoe Ier).
Il occupe le poste de Premier ministre de 1965 à 1986.

## Biographie
À la suite d'élections contestées en janvier 1970 (en), Leabua Jonathan organise un auto-coup d'État. Il annule la consultation, déclare l'état d'urgence, suspend la constitution et dissous le Parlement. Il obtient le départ du roi Moshoeshoe II en exil le 3 avril et cumule les fonctions de chef de l'État et de Premier ministre jusqu'en juin, date à laquelle il accepte le retour du roi lorsque celui-ci valide l'annulation des élections.
Il est renversé par un coup d'État militaire mené par le général Justin Lekhanya le 15 janvier 1986. Placé en résidence surveillée, il meurt d'une crise cardiaque en 1987.